# Georges Romey
Pour les articles homonymes, voir Romey.
Georges Romey est un ingénieur et psychothérapeute français né le 6 mai 1929 à Ergué-Armel et mort le 3 mai 2019 à Quimperlé. Il est l'inventeur de la méthode thérapeutique du rêve éveillé libre.

## Biographie
Georges Romey est étudiant au Conservatoire national des arts et métiers. Il est ingénieur, puis consultant à partir de 1968.
En 1979, il commence une activité de thérapeute et invente le rêve éveillé libre. Il mène une recherche sur la sémantique des symboles et rédige l'Encyclopédie de la symbolique des rêves, où il répertorie certains symboles récurrents dans les rêves des personnes qu'il suit.
Il est l'auteur de plusieurs ouvrages, notamment Le rêve éveillé libre et fonde l'École du rêve éveillé libre en 2007. Son établissement est affilié à l’Association du rêve éveillé libre, elle-même reconnue par la Fédération française de psychothérapie et psychanalyse et par l’EAP (Association européenne de psychothérapie).

## Publications
- Le test de l'arche de Noé, Robert Laffont, 1977, 355 p. (ISBN 2-221-03669-7).
- Rêver pour renaître, Robert Laffont, 1982, 217 p. (ISBN 2-221-09950-8).
- Les pharaons survivent en nous, Robert Laffont, 1986 (ISBN 2-221-09941-9).
- Le rêve éveillé libre : une nouvelle voix thérapeutique, Paris, Albin Michel, 2001, 246 p. (ISBN 2-226-12136-6).
- Le guide des rêves, Paris, Albin Michel, 2003, 375 p. (ISBN 2-226-13724-6).
- Dictionnaire de la symbolique des rêves, Paris, Albin Michel, 2005, 692 p. (ISBN 2-226-15914-2).
- Les rêves et leurs symboles, Paris, EPA, 2005, 191 p. (ISBN 2-85120-618-4)[5].
- Georges Romey, Encyclopédie de la symbolique des rêves : le vocabulaire fondamental des rêves, Aubagne, Quintessence, 2005, 1468 p. (ISBN 2-913281-48-6).
- L'IVG à cœurs ouverts : guérir la plus intime des blessures par le rêve éveillé libre, Aubagne, Quintessence, 2006, 222 p. (ISBN 2-913281-59-1).
- Un escalier vers le ciel : la dynamique de l'imaginaire, voie d'éveil de la conscience, 2009, 216 p. (ISBN 2844545955).
- Donner ou refuser la vie, Quintessence, 2010 (ISBN 2358050296).
- Une agression contre le corps, un crime contre la vie : se libérer des traumas sexuels par la thérapie du rêve éveillé libre, Quintessence, 2011, 189 p. (ISBN 2358050423).